# Sol-Iletsk
Sol-Iletsk - Соль-Илецк (rus) - és una ciutat de l'óblast d'Orenburg, a Rússia. Es troba a la riba dreta del riu Ilek, un afluent de l'Ural. És a 69 km al sud d'Orenburg i a 1.256 km al sud-est de Moscou.

## Història
Sol-Iletsk fou fundat al segle xvii com una vila cosaca. A mitjans de segle xviii s'hi construïren tot de fortificacions i fou rebatejada Ilétskaia Zaixtxita. Al segle xix prengué el nom d'Iletsk i el 1945 Sol-Iletsk.
La vila és coneguda, a més de l'explotació de sal, per ser una estació termal, gràcies a les seves aigües minerals, els seus banys de fang i de sal.